# ホセ・アントニオ・チャン
ホセ・アントニオ・チャン・エスコベド（スペイン語: José Antonio Chang Escobedo、1958年5月19日 - ）は、ペルーの政治家。

## 経歴
アラン・ガルシア大統領の元で2010年9月から2011年3月まで首相と教育相を務めた。内閣改造でハビエル・ベラスケス首相の後を継ぎ、1999年のヒクトル・ホイ・ワイ以来、同国史上2人目の中国系首相になった。